# Землетрус у Санріку (1896)
Землетрус у Санріку 1896 року (яп. 明治三陸地震, Meiji Sanriku Jishin) був однією з найбільш руйнівних сейсмічних подій в історії Японії. Землетрус магнітудою 8,5 стався о 19:32 за місцевим часом 15 червня 1896 року, приблизно за 166 км біля узбережжя префектури Івате, Хонсю. Це призвело до двох цунамі, які зруйнували близько 9000 будинків та спричинили щонайменше 22 000 смертей. Хвилі досягли рекордної на той час висоти 38,2 м; ця цифра рекордною і була перевищена лише у 2011 році: хвилі землетрусу в Тохоку перевищили її більш ніж на 2 м.
Сейсмологи виявили, що магнітуда цунамі (Mt = 8,2) була набагато більшою, ніж очікувалося для оціненої сейсмічної величини. Зараз цей землетрус вважається частиною окремого класу сейсмічних подій — землетрусів із цунамі.

## Геологія

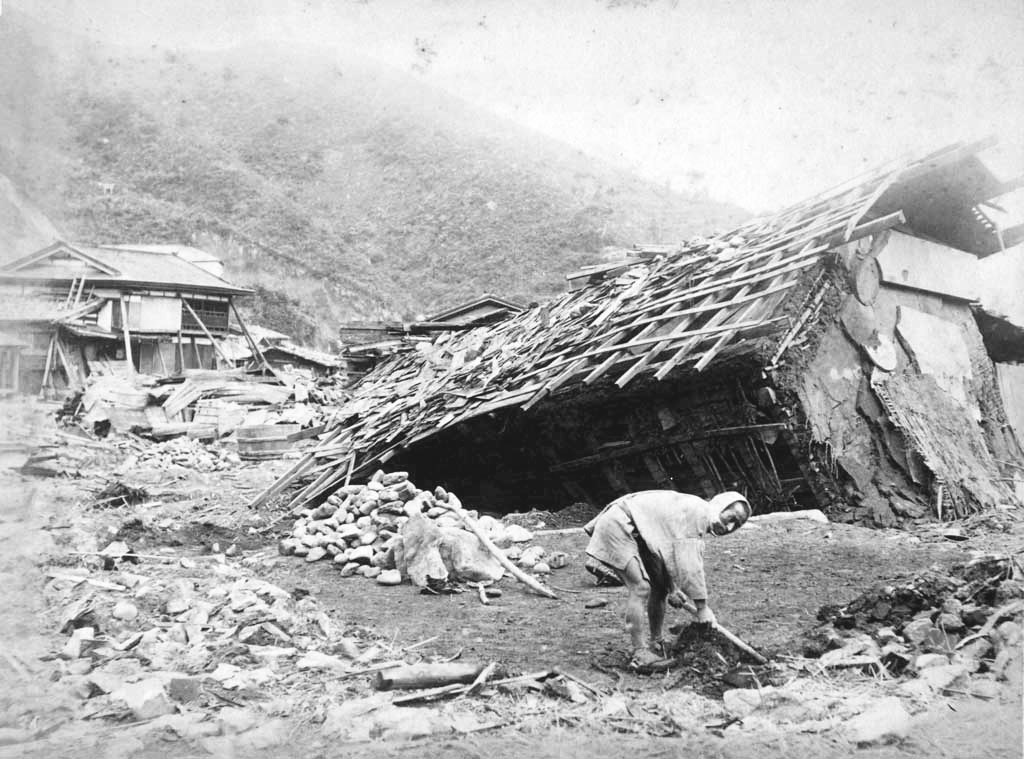
Будинки, сильно пошкоджені землетрусом

Епіцентр землетрусу був розташований на захід від Японського жолоба, вираження поверхні західного занурення субдукції зони. Траншея є частиною збіжної межі між Тихоокеанською та Євразійською плитами.

### Величина
Незвична диспропорція між силою землетрусу та подальшим цунамі може бути зумовлена комбінацією сил:
1. Цунамі було спричинене провалом схилу, спричиненим землетрусом.
2. Швидкість розриву була надзвичайно низькою.

Вчені вважають, що вплив зануреного осаду під аккреційний клин відповідав за повільну швидкість розриву. Встановлено, що наслідки занурення на 20° вздовж верхньої частини підводної плити відповідають спостережуваній сейсмічній реакції та цунамі, але потребували переміщення 10,4 м. Витіснення було зменшено до більш розумного значення після додаткового підняття, спричиненого деформацією відкладень у клині та розглянуто більш міле опускання розлому на 10°. Ця переглянута модель розломів дала величину Mw=8,0–8,1. Показник набагато ближчий до оцінювальної фактичної величини цунамі. Для цієї події також було розраховано величину 8,5 за шкалою моментів.

## Цунамі
Увечері 15 червня 1896 року громада вздовж узбережжя Санріку на півночі Японії святкувала синтоїстське свято та повернення солдатів з Першої китайсько-японської війни. Невеликий землетрус спричинив певне занепокоєння: він був слабким, і йому передували багато слабких поштовхів протягом попередніх кількох місяців. Однак через 35 хвилин по узбережжю вдарила перша хвиля цунамі, а потім, через кілька хвилин, — друга. Пошкодження були особливо серйозними, оскільки цунамі збіглося з припливами. Найбільше смертей сталося в Івате і Міяґі⁣, хоча також були зафіксовані жертви від Аоморі та Хоккайдо.
Сила цунамі була великою: знайдено велику кількість жертв зі зламаними кістками або відсутніми кінцівками. Щовечора місцеві риболовецькі флоти знаходили на березі людські тіла. У відкритому морі хвиля залишилася непоміченою. Тільки повернувшись наступного ранку, вони виявили уламки та тіла.
Висота хвиль доходила до 9 метрів на Гаваях. Вони зруйнували причали й віднесли кілька будинків.

## Спадщина
Профілактичні заходи на узбережжі застосовувались лише після того, як в 1933 р. Відбулося чергове цунамі. Через вищий рівень поінформованості про цунамі зафіксовано менше жертв після землетрусу в Санріку. Однак землетрус 11 березня 2011 року спричинив величезне цунамі, що призвело до тисяч смертей у тому самому регіоні та ядерної катастрофи у Фукусімі.